# Keddinghausen
Die Ortschaft Keddinghausen liegt am südlichen Rand der Paderborner Hochfläche im eingeschnittenen Aftetal und gehört zum Ortsteil Hegensdorf der Stadt Büren. Keddinghausen besteht aus insgesamt 23 Häusern und gehört damit zu den kleineren Ortsteilen von Büren.

## Geschichte
Im Mittelalter war der Ort als Sitz eines Freistuhls bekannt. Schon im Jahr 1278 wurde Keddinghausen im Zusammenhang mit dem Stift Böddeken erwähnt. Etwa 130 Jahre später wurde von einer Ministralienfamilie „Werner von Keddinghausen“ berichtet, welcher in der Umgebung große Besitztümer gehörten.
Im Jahre 1420 schenkte Werner von Keddinghausen seine Güter dem Kloster Hardehausen mit der Auflage, dort einen Wirtschaftshof, eine Kapelle und ein Kloster für zehn bis zwölf Mönche zu errichten. Die Herren von Büren als Lehnsherren genehmigten dies und gestatteten den Mönchen 1425, Haus und Hof mit Zäunen, Mauern und Gräben zu schützen. 1488 verpfändet das Kloster die Burg an die Herren von Büren. Laut der entsprechenden Urkunde bestanden damals ein Steinwerk, ein Bergfried, Wälle, Gräben, Scheunen und eine Kapelle. Im Jahr 1600 wird die Burg als „dem Erdboden gleich“ beschrieben.
Der Gutshof „Mönnig“, der früher Schultenhof hieß, ist wahrscheinlich aus ihr hervorgegangen. Es gehören noch weitere zehn bis zwölf untergegangene Gehöfte dazu, von denen vermutlich einige im Bereich der heutigen Siedlung lagen. Die heutigen Siedlungshäuser wurden dort wohl erst vom Jahre 1937 bis ins Jahr 1977 errichtet.
Bei der Einrichtung eines Mühlengrabens am Hof „Mönnig“ im vorigen Jahrhundert fand man die Überreste eines Fundaments und eine Gräfte, die auf eine Burg schließen ließen. Die Wiese zwischen der Afte und den ersten landwirtschaftlichen Gebäuden heißt heute noch „auf der Burg“.
Ebenfalls beim Anlegen einer Flößerwiese entdeckte man Fundamente einer alten Kirche. Die angrenzende Wiese heißt auch heute noch „Kirchwiese“. Alte Aufzeichnungen deuten darauf hin, dass die Kirche und die Burg im Dreißigjährigen Krieg zerstört wurde, wie auch die ehemalige Siedlung „Scharboken“, die südlich von Keddinghausen lag.
Bis ins 19. Jahrhundert lagen alle acht Häuser im Tal, sie wurden zu Beginn des letzten Jahrhunderts jedoch von ihren Besitzern an höher gelegenen Standorten wieder errichtet, weil sie an den tiefer gelegenen Standorten oft von Hochwässern heimgesucht wurden. Zwei weitere Höfe wurden wegen eines Brandes umgesiedelt. Drei Häuser wurden abgebrochen und nicht wieder errichtet.
Bis ins Jahr 1836 bestand keine Straßenverbindung nach Keddinghausen. Erst mit dem Bau einer Straße und einer Brücke durch das Aftetal wurde Keddinghausen an das Verkehrsnetz angeschlossen.
Keddinghausen gehörte bis zu den Napoleonischen Kriegen zur Herrschaft Büren im Hochstift Paderborn. Im Königreich Westphalen bildete der Ort von 1807 bis 1813 eine Gemeinde im Kanton Büren des Distrikts Paderborn im Departement der Fulda. 1816 kam die Gemeinde Keddinghausen zum neuen Kreis Büren, in dem sie bis 1895 zum Amt Büren und danach zum Amt Büren-Land gehörte. 
Am 1. April 1939 wurde der bis dahin selbstständige Ort in die Gemeinde Hegensdorf eingegliedert. 1975 wurde Keddinghausen als Teil von Hegensdorf in die Stadt Büren eingemeindet.
Heute wird der Ort vor allem durch das Hochwasserrückhaltebecken Keddinghausen, den Mönnighof und die Landstraße 549 von Büren nach Marsberg geprägt.